# Уплатнівська сільська рада
Упла́тнівська сільська́ ра́да — колишня адміністративно-територіальна одиниця та орган місцевого самоврядування у Лозівському районі Харківської області. Адміністративний центр — село Уплатне.

## Загальні відомості
- Уплатнівська сільська рада утворена в 1920 році.
- Територія ради: 63,4 км²
- Населення ради: 1 058 осіб (станом на 2001 рік)

## Населені пункти
Сільській раді підпорядковані населені пункти:
- с. Уплатне
- с. Милівка
- с. Новоуплатне

## Склад ради
Рада складається з 12 депутатів та голови.
- Голова ради: Тунік Тетяна Миколаївна
- Секретар ради: Гришина Ольга Григорівна

### Керівний склад попередніх скликань
| Прізвище, ім'я, по батькові       | Основні відомості                                                                                   | Дата обрання | Дата звільнення |
| --------------------------------- | --------------------------------------------------------------------------------------------------- | ------------ | --------------- |
| Борисовський Анатолій Миколайович | Сільський голова, 1958 року народження, освіта середня загальна, член Соціалістичної партії України | 26.03.2006   | 31.10.2010      |
| Борисовський Анатолій Миколайович | Сільський голова, 1958 року народження, освіта середня загальна                                     | 31.10.2010   |                 |

Примітка: таблиця складена за даними сайту Верховної Ради України

### Депутати
За результатами місцевих виборів 2010 року депутатами ради стали:

#### За суб'єктами висування
| Суб'єкт висування                 | Кількість обраних депутатів | %   |
| --------------------------------- | --------------------------- | --- |
| Партія регіонів                   | 9                           | 75  |
| Комуністична партія України       | 1                           | 8,3 |
| Партія «Відродження»              | 1                           | 8,3 |
| Політична партія «Сильна Україна» | 1                           | 8,3 |

#### За округами
| № округу                          | Прізвище, ім'я, по батькові     | Дата визнання обраним | Освіта             | Партійна приналежність                  | Відомості про обраного депутата         |
| --------------------------------- | ------------------------------- | --------------------- | ------------------ | --------------------------------------- | --------------------------------------- |
| Комуністична партія України       |                                 |                       |                    |                                         |                                         |
| 8                                 | Галка Валентина Петрівна        | 05.11.2010            | середня спеціальна | позапартійна                            | Уплатнівська лікарня, акушерка          |
| Партія «ВІДРОДЖЕННЯ»              |                                 |                       |                    |                                         |                                         |
| 9                                 | Ткаченко Зінаїда Федорівна      | 05.11.2010            | середня            | член Партії «ВІДРОДЖЕННЯ»               | Уплатнівський тер центр, завгосп        |
| Партія регіонів                   |                                 |                       |                    |                                         |                                         |
| 1                                 | Шаповалова Лариса Миколаївна    | 05.11.2010            | середня спеціальна | член Партії регіонів                    | Уплатнівський тер центр, санітарка      |
| 2                                 | Корольова Лариса Сергіївна      | 05.11.2010            | середня спеціальна | член Партії регіонів                    | Упланівський ДНЗ, помічник вихователя   |
| 3                                 | Марченко Наталія Володимирівна  | 05.11.2010            | середня спеціальна | член Партії регіонів                    | Упланівський тер центр, бухгалтер-касир |
| 4                                 | Сазонов Олександр Олександрович | 05.11.2010            | середня            | член Партії регіонів                    | приватний підприємець                   |
| 5                                 | Каменева Олена Василівна        | 05.11.2010            | середня            | член Партії регіонів                    | приватний підприємець                   |
| 6                                 | Головня Лариса Володимирівна    | 05.11.2010            | середня спеціальна | член Партії регіонів                    | тимчасово не працює                     |
| 7                                 | Каменев Олександр Миколайович   | 05.11.2010            | середня            | член Партії регіонів                    | тимчасово не працює                     |
| 10                                | Рупан Микола Миколайович        | 05.11.2010            | середня спеціальна | член Партії регіонів                    | Одноосібник                             |
| 11                                | Зуб Тетяна Миколаївна           | 05.11.2010            | середня            | член Партії регіонів                    | тимчасово не працює                     |
| Політична партія «Сильна Україна» |                                 |                       |                    |                                         |                                         |
| 12                                | Романченко Ольга Миколаївна     | 05.11.2010            | вища               | член Політичної партії «Сильна Україна» | Уплатнівська сільська рада, секретар    |